# 차입 과다
차입 과다(借入過多, 영어: over-borrowing)는 기업이 필요한 자금을 조달할 경우에 일반적으로 타당하다고 생각되는 정도 이상으로 차입금에의 의존도가 큰 것을 뜻하는 단어이다. 이 기업의 차입 과다가 또 다른 면에서는 오버 론으로 나타나는 것이다. 유럽이나 미국에 비하여 대한민국은 특히 자기자본비율이 낮고 차입금의 의존이 그만큼 과다한 것이다. 이 대책으로는 자본의 충실, 금융제도의 확립 및 산업자금의 공급, 방법의 합리화 등이 제창되고 있다.